# 有川知里
有川 知里（ありかわ ちり、1990年5月13日 - ）は、日本の元グラビアアイドル。東京都出身。

## 来歴
所属事務所はアイント → ヴァーサタイルエンタテインメント → ホットラインプロモーション。
匿名掲示板2ちゃんねるのニュース速報(VIP)板に「現役グラビアアイドルだけど何か質問ある？」というスレッドを立て、「処女だ、すまんついでに年齢＝彼氏居ない暦」などと書き込んだ。
2008年9月19日、公式ブログをyaplogからAmeba Blogに移転。
2009年4月より2014年3月まで大学在学（有川の同年4月8日付公式ブログ〈URLは#外部リンク参照〉の記述に拠れば、具体的な学校名は不詳ながら、中学・高校・大学と女子校であるとのこと。ただし、芸能活動を開始してから高校は日出高校（現：目黒日本大学高校）に転校した）。
ドキュメンタリー番組のために滞在していたグアテマラで、移動中に窃盗団と思われる集団に襲撃（銃乱射）された。
通販サイトAmazon.co.jpのアイドルDVD売り上げで1位になったことがある。
2014年2月28日付けで芸能界を引退することを発表した。

## 人物
- 3人兄弟の長女（本人、弟、妹）。
- 趣味は実験、ゲーム、アニメ、写真撮影。特技は空手（都大会2位）、日本舞踊[1]。
- 漫画家さとうふみやの熱狂的ファンである[6]。
- 声優が好きで、特に田村ゆかり[7]、丹下桜[8]等のファンである。
- 実際の現役時代のスリーサイズは112/70/85、身長160cm、体重60kgと公言した[9]。

## 出演

### テレビ
- ORICON×グリコ「RANKINGパラダイス」レギュラー（2007年10月 - ）
- あっ!とおどろく放送局「アイドルcheck!」準レギュラー（2007年9月 - ） 終了
- スカパーMONDO21「グラビアの美少女」（2008年3月）
- TBS「エンタの味方!」ゲスト（2008年4月）
- TBS「開運音楽堂」ゲスト（2008年4月）
- NHK「ウェンズデーJ☆POP」（2008年4月）
- テレビ東京 「アリケン」（2008年6月26日）
- TBS「明石家さんちゃんねる」ゲスト（2008年8月8日）
- グラビアの美少女 #417（2008年8月25日、MONDO TV）
- GyaOジョッキー「アメリカザリガニのアイドル★チェキ!II」ゲスト（2009年3月9日）
- ゴールドハウス　企画レギュラー (2009年5月‐ フジテレビ)
- 『ぷっ』すま (2009年7月21日 テレビ朝日)
- ありえへん世界 (2009年8月4日 テレビ東京)
- お天気kiss! レギュラー　(2009年7月‐ つくばテレビ)
- イチハチ ゲスト　(2010年7月‐ 毎日放送)
- 漂流少女II （放送時期不明、 MONDO TV）

### ラジオ
- スクエニChan!（2011年、スクウェア・エニックス公式webラジオ）

## リリース作品

### 写真集
- CHIRIPURI 17（2008年2月25日、彩文館出版、撮影：若杉ケンジ）ISBN 978-4-7756-0289-8

### DVD
- 有川知里 High School Girl（2007年11月23日、スパイスビジュアル）
- Pure Smile 有川知里（2008年3月7日、竹書房）
- ちりりりっく〜溢れる乙女心（2008年6月20日、ラインコミュニケーションズ）
- CHIRICHIRI MODE（2008年9月26日、アクアハウス）
- ピーチ！コレクション（2008年12月22日、イーネット・フロンティア）
- Angel Kiss 〜有川妄想空間〜（2009年3月20日、トリコ）
- [IV]有川知里〜 ちりっ娘Iドル*Icup（2009年7月28日）
- 桃姫（2009年11月25日、エアーコントロール）
- メロメロ〜ン（2009年12月25日、エアーコントロール）
- ちりたいむ（2010年11月20日、イーネット・フロンティア）

### 映画
- ショートムービー「Dのモスキート」ちさと役
- 映画「まいっちんぐマチコ先生７」成城ヒロミ役

### ドラマCD
- 溺れる街の怖い話

### 掲載雑誌
「マガジン」「ヤングマガジン」「アクション」「スコラ」「週刊プレイボーイ」「EXMAX」「ブレイクマックス」「掘り出しパーツ」
「Bejean」「BeppinHighschool」「エキサイター」「本当にデカップ」

### その他
- ITテレコム「MobileController」広告
- GlepオフィシャルゲームBlog連載中
- TBSアニメフェスタ2008　ゲスト
- アルテイルマスコットガール
- コンプティーク　(2009年7月‐角川書店)　コラム連載中
- ファミ通　(2009年7月‐エンターブレイン)　連載ドラクエ部レギュラー